# Шан-де-Батай
Шан-де-Батай (фр. Château du Champ de Bataille) — дворцово-парковый комплекс (шато) во французской коммуне Сент-Оппортюн-дю-Боск, в департаменте Эр административного региона Верхняя Нормандия.
Небольшой дворец с парком построили в XVII веке для маршала де Креки.

## Географическое положение
Дворцово-парковый комплекс Шан-де-Батай расположен в 5 километрах от города Ле-Небур, на территории коммуны Сент-Оппортюн-дю-Боск.
Он построен на Небурской равнине в часе езды от Живерни.

## История

### Происхождение названия
Историки и этимологи не имеют единой версии возникновения названия этого шато. Обсуждается несколько предположений:
1. В 935 году на этом месте прошло крупное сражение между двумя кланами; первый, под предводительством графа дю Котантен, правивший на землях полуострова Котантен, сражался против клана герцога Вильгельма I, отрядами которого командовал Бернар Датчанин, родоначальник семейства Аркуров. Вильгельм I одержал верх, чем упрочил независимость Нормандии. Эта версия упоминается наиболее часто.
2. Этой местностью владел некто по имени Батай (фр. Bataille).
3. Название намекает на кабаньи бои, которые эпизодически устраивали на месте, где сейчас стоит дворец.
4. Название выбрано в честь победы династии Аркуров над соперниками Танкарвиль (фр. Tancarville).

### Строительство в XVII веке
В 1651 году Александр де Креки (фр. Alexandre de Crequi), участник Фронды и товарищ принца Конде, был выслан из Парижа по указанию кардинала Мазарини, управлявшего страной в годы малолетства короля Людовика XIV, в период регентства королевы Анны Австрийской. Александр де Креки, обречённый на постоянное пребывание в этом месте, решил построить себе дворец, напоминавший бы ему о блеске королевского двора Франции, куда ему больше не суждено было вернуться. Работы длились с 1653 по 1665 годы.
В наше время сохранились только два документа, касающихся первоначального дворца, а именно два чертежа, авторство которых приписывается Андре Ленотру.
Не имея придворных должностей, Александр де Креки умер разорившимся. Имение и долги перешли по наследству к маркизу де Майок (фр. marquis de Mailloc). Маркиз мало интересовался этим имением и не занимался здесь никаким строительством. После его смерти имение по наследству перешло к герцогу де Бёврон (фр. duc de Beuvron).

### Собственность династии Аркуров
В XVIII веке Шан-де-Батай стал главной резиденцией Анн-Франсуа д’Аркура, герцога де Бёврона и губернатора Шербура. К тому времени имение пришло в упадок, а элементы декора XVII века были полностью утрачены. Герцог затеял масштабные строительные работы. Однако их завершению помешала Французская революция, когда все работы прекратили.
Подобно большинству французских дворянских владений, дворец разграбили в 1795 году, после чего он оставался заброшенным в течение многих лет. После реставрации монархии имение было перепродано; на протяжении XIX века здесь сменилось пять владельцев.
В XX веке усадьбу использовали как богадельню, как лагерь для военнопленных в 1944 году, и наконец, как женскую тюрьму.

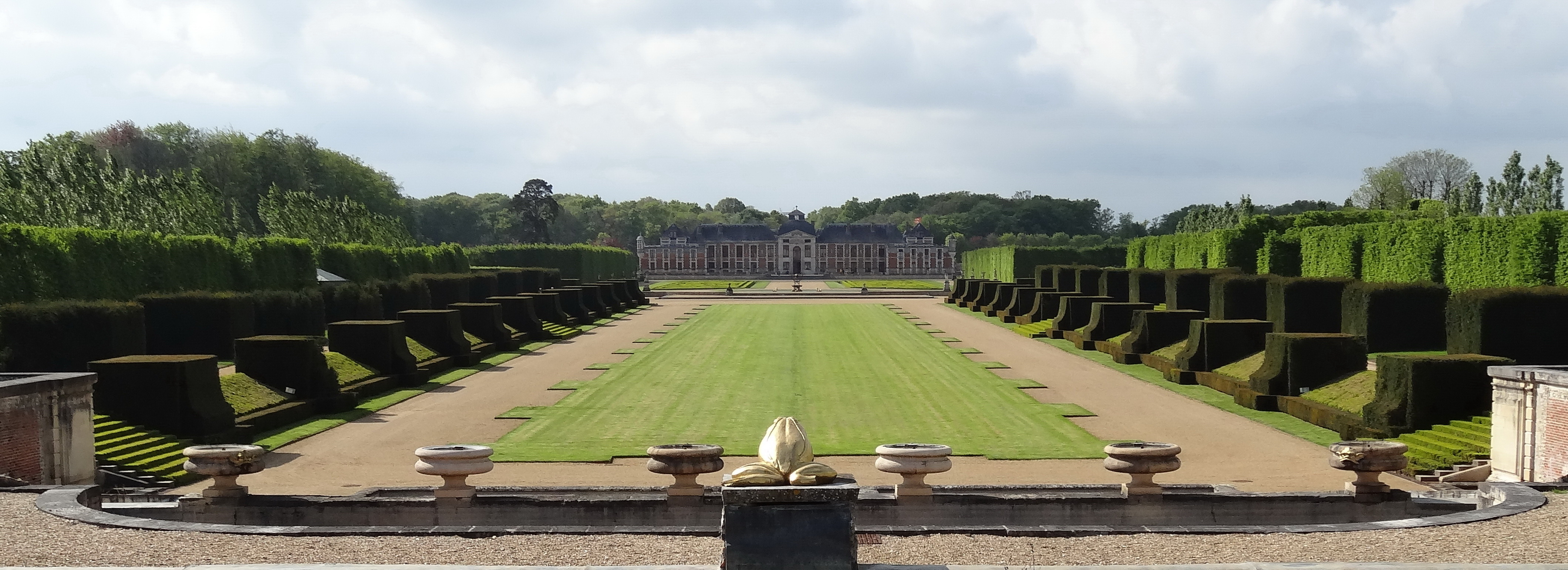
Вид на дворец из регулярного парка

В 1947 году имение купил герцог д’Аркур, глава династии Аркуров, поскольку его замок в Тюри-Аркур был разрушен в 1944 году в ходе Нормандской операции. В 1960-х годах в этом имении торжественно отметили 1000-летие существования дома Аркуров, объединившего английскую и французскую ветви.
Однако в 1983 году семья Аркуров продала имение Шан-де-Батай.

### Современная история
На протяжении долгого времени усадьба была на попечении частного лица, которое также построило известную гольф-площадку в лесной чаще рядом с шато. В 1992 году имение купил известный французский дизайнер и художник-декоратор Жак Гарсиа.
В 1952 году усадьба классифицирована как национальный исторический памятник. Сады имения включены в национальный список «Выдающихся садов Франции» (Jardin remarquable).

## Описание дворца

### Внешний облик
Дворец имеет в проекции прямоугольную форму и состоит из двух параллельных широких корпусов. С наружной стороны они связаны длинной крытой галереей, увенчанной балюстрадой; в центре галереи устроен портик. Со стороны парка крылья связаны невысокой стеной, декорированной пилястрами; монументальные врата в середине стены увенчаны аллегорическими скульптурами.
Крыло жилого корпуса и крыло служебных помещений имеют длину в 80 метров каждое. Эти два сходных на вид сооружения классического стиля с правильными линиями выполнены из камня и кирпича с шиферной кровлей. Органичная цветовая палитра и сочетание объёмов придают гармоничность всему дворцовому комплексу.
Центральные павильоны каждого крыла декорированы треугольными фронтонами, украшенными изображением военных трофеев.
Главный фасад декорирован бюстами римских императоров, что напоминает оформление фасадов Мраморного двора в Версале после реконструкции, выполненной Ардуэн-Мансаром.
Угловые сторожевые башенки, украшающие дворец, имеют преимущественно архитектурное назначение, чем оборонительную роль.
Дворцовая часовня, посвящённая святому Александру, была устроена в Шан-де-Батай в 1785 году.

### Интерьер дворца
В наше время дворец декорирован и меблирован предметами, которые Жак Гарсиа приобретал последние 30 лет. Когда он купил имение, только два помещения, помимо главной лестницы, смогли избежать разрушения временем и чередой менявшихся владельцев — верхний вестибюль и общая гостиная.
В настоящее время для посещения публики, помимо кухни и подсобных помещений, открыты следующие комнаты Больших апартаментов дворца:
1. Вестибюль почёта (le vestibule d'honneur), переустроенный герцогом де Бёврон в эпоху правления Людовика XVI.
2. Караульное помещение (la salle des gardes) или салон Геркулеса ().
3. Зал фарфора (le cabinet des porcelaines), где собрана коллекция китайского и японского фарфора XVII и XVIII веков.
4. Салон Людовика XV (le salon Louis XV).
5. Парадная спальня (la chambre de parade).
6. Большая столовая (la grande salle à manger).
7. Общая гостиная (le salon de compagnie), сохранившая большую часть своего изначального декора.
8. Бильярдный зал (la salle du billard).

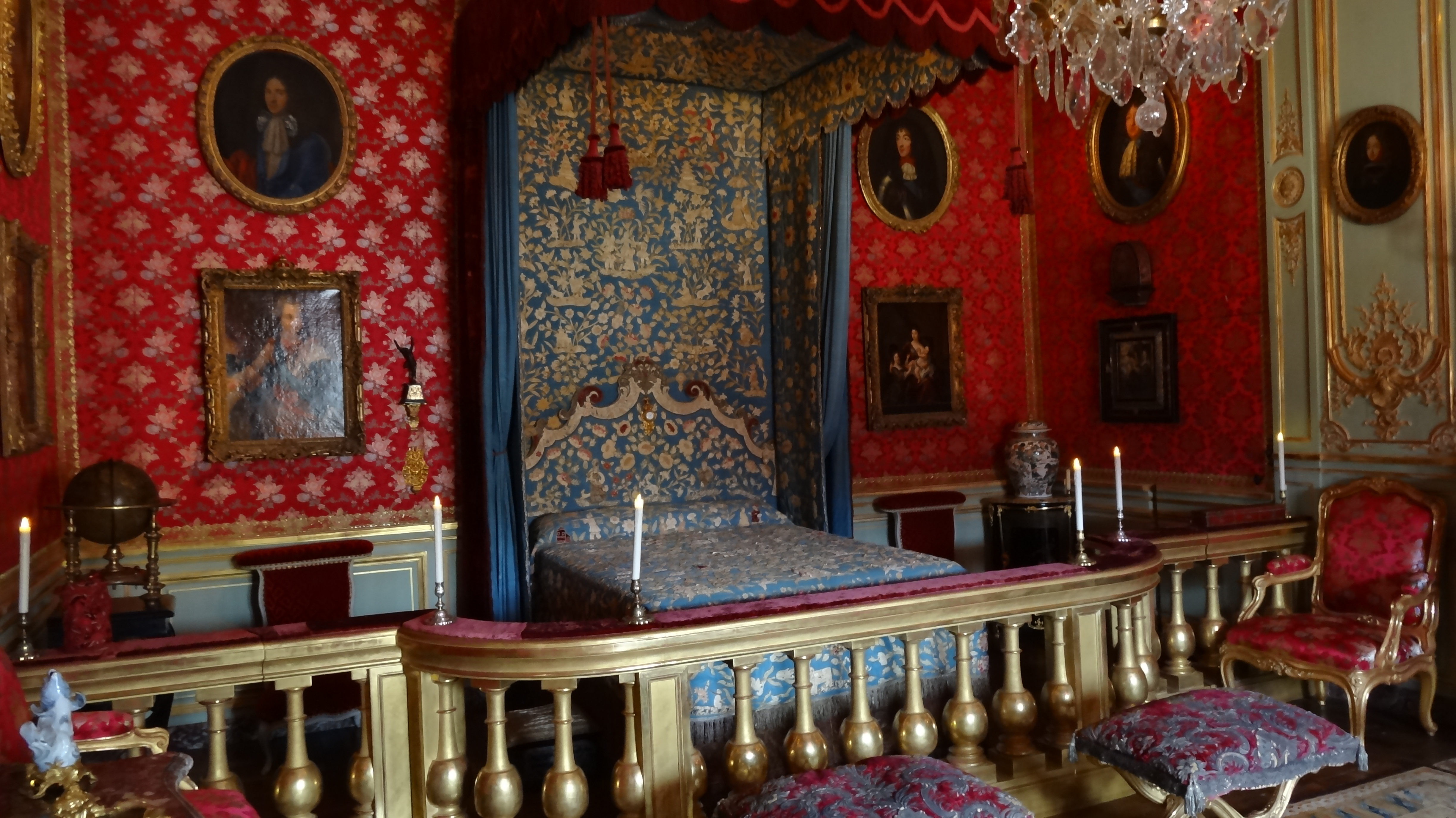
Парадная спальня больших апартаментов
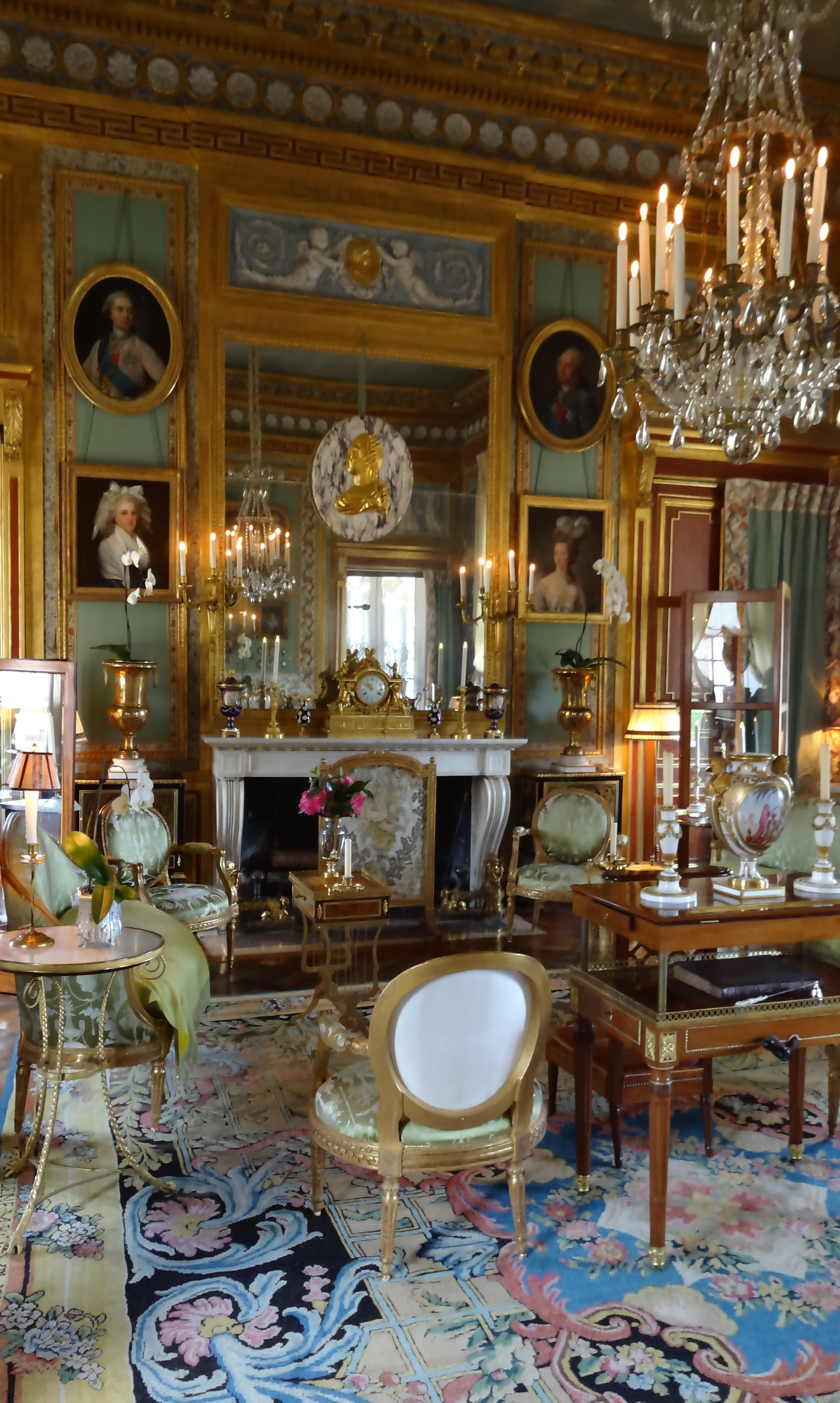
Общая гостиная больших апартаментов
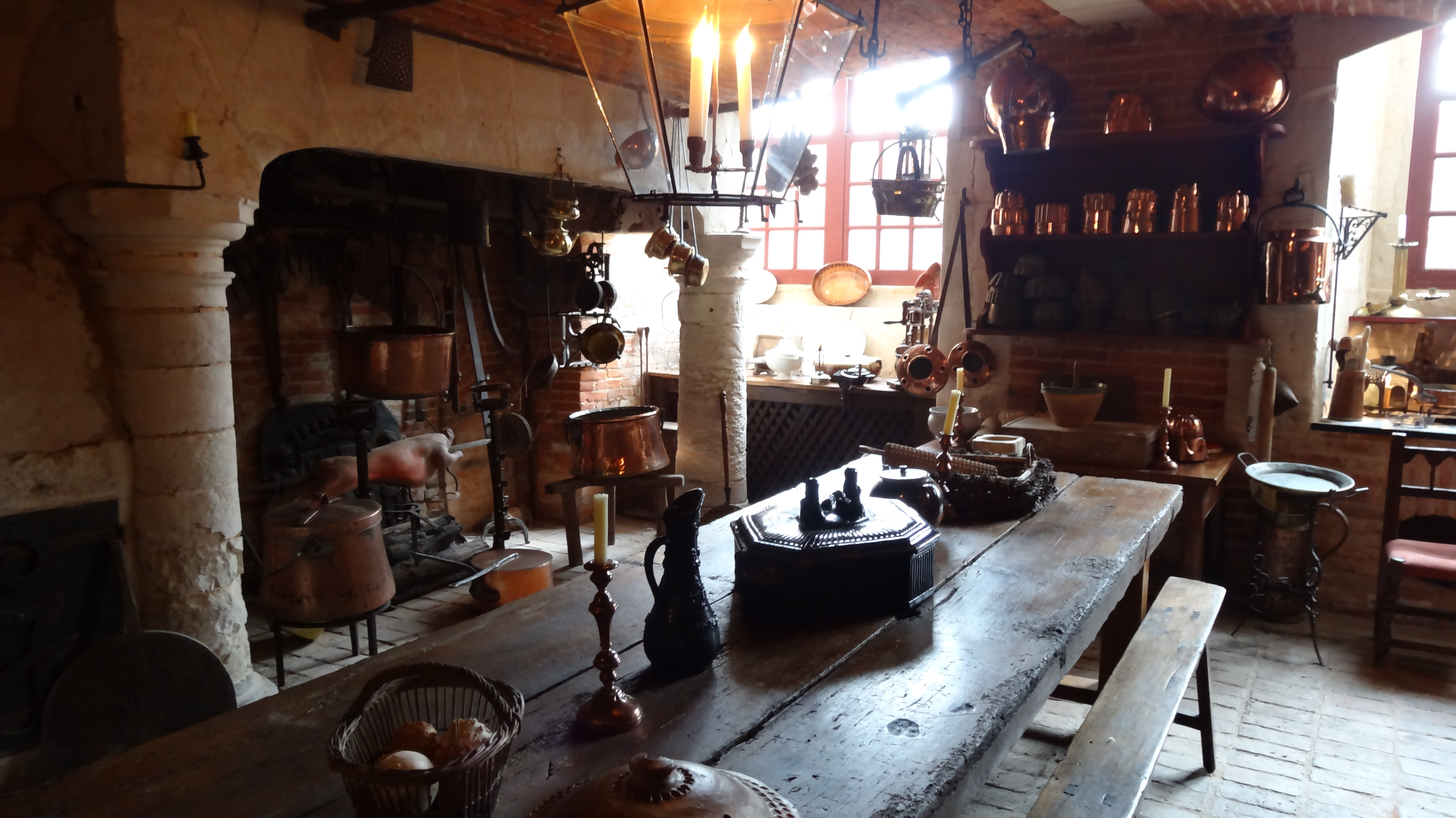
Кухня дворца
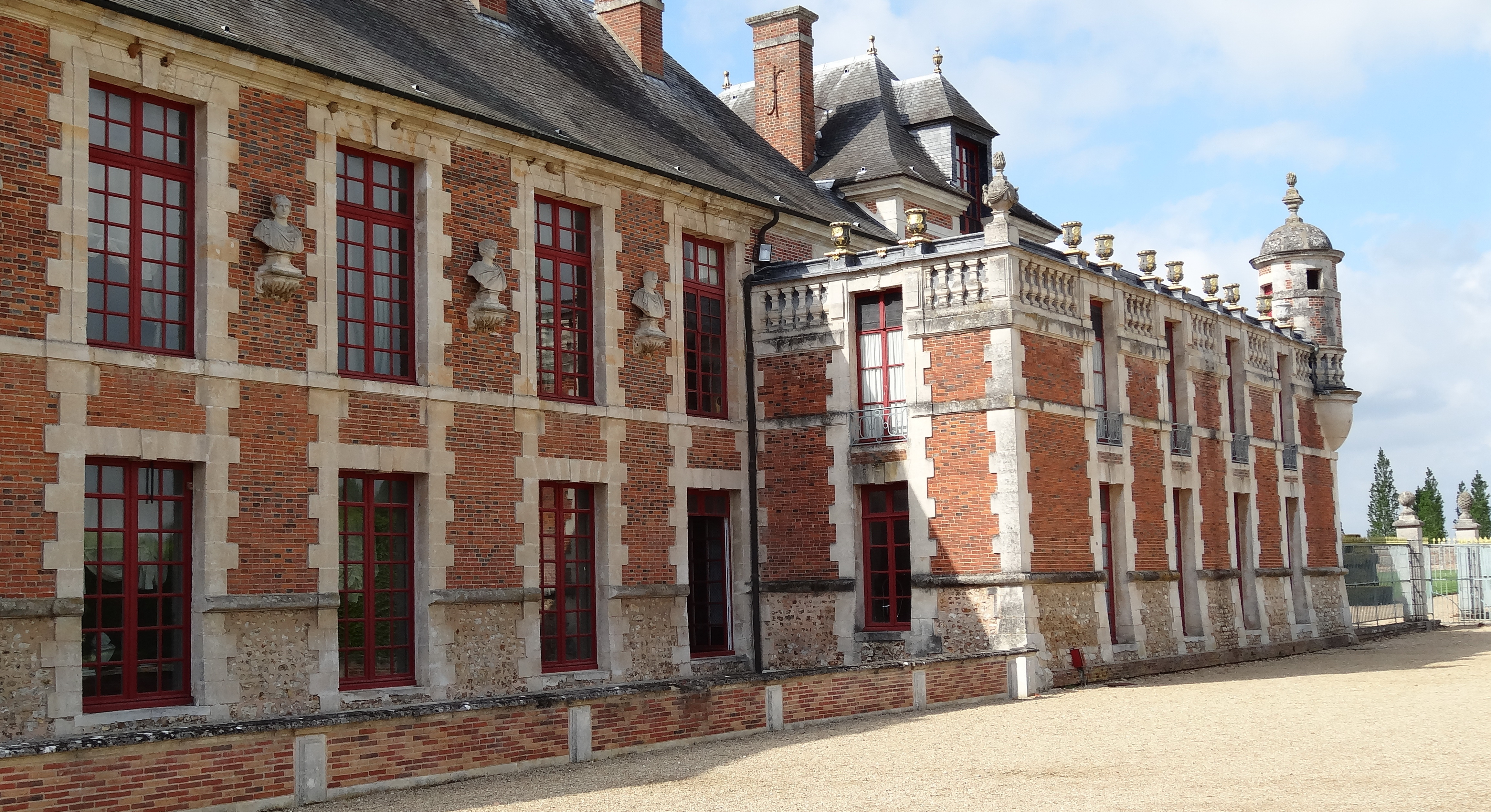
Главный фасад с бюстами римских императоров и сторожевой башенкой

## Сады дворца
Прогуливаясь по садам Шан-де-Батай, сложно представить, что они были задуманы и выполнены совсем недавно, для чего пришлось переместить более миллиона кубометров грунта, чтобы восстановить оригинальные уровни ландшафта XVII века. Со ступенек дворца открывается перспектива длиной 1,5 км. Для того, чтобы появилась возможность открыть некоторые перспективы в садах Шан-де-Батай, на отдельных участках потребовалось повысить уровень местности на высоту 10 метров.
Парк имеет восходящую перспективу, его уровни повышаются по мере удаления от дворца, подобно садам испанского дворца Ла-Гранха. Завершающим этапом «восхождения» вдоль главной перспективы сада является большой прямоугольный бассейн. Подобно классическим регулярным паркам, в садах Шан-де-Батай важное место отведено системе символов, которую Жак Гарсиа слегка изменил включением масонских и аллегорических мотивов. Сады Шан-де-Батай отличаются широкой номенклатурой использованных растений, местами экзотических, но при этом они представлены не навязчиво. Этот французский сад наглядно демонстрирует, как пропорции и сценичность могут властвовать над умами посетителей, особенно когда авторы тщательно продумали смысл каждой мелкой детали сада.

### Общий мотив садов Шан-де-Батай
Сады дворца были воссозданы практически с нуля. Без сомнения, в XVII веке здесь были роскошные сады, но время ничего не оставило от них. В 1992 году, когда Жак Гарсиа купил имение Шан-де-Батай, здесь был только пейзажный парк. Однако сильный ураган 1993 года уничтожил большую часть вековых деревьев.
В распоряжении современников имелся только фрагмент эскиза, авторство которого приписывается Андре Ленотру. На этом документе «крупными мазками» распланирована Большая терраса, представлен узор самшитовых боскетов, старинных боскетов с обеих сторон, а также пропорции Каре Дианы и Аполлона. Эти редко встречающиеся элементы садового ландшафта были восстановлены в современном саду Шан-де-Батай.
Отказавшись от идеи воссоздавать регулярный парк, владелец имения Жак Гарсиа в сотрудничестве с Патриком Потье решили создать современное произведение садового искусства, берущее начало в эпохе Античности, подчинив его идее гуманизма. Для воплощения этой идеи здесь взята теория 7 ступеней сотворения мира, которые в Шан-де-Батай символизированы дворцовым комплексом (материальный мир) и разными фрагментами садов и парка (духовный мир).
Великолепные сады имеют площадь более 100 га, в составе которых есть боскеты, зелёный амфитеатр, самшитовые рощи, бассейны, террасы, зелёные лестницы, водоёмы, фонтаны, садовые постройки и скульптуры, как современные, так и древние.

### Сад бельведера
Этот сад, расположенный сразу за «Храмом сокровищ Леды», выполнен на основе итальянских мотивов. Круговая лестница ведёт наверх башни, которая выполняет функцию бельведера (без общего доступа). С этой высоты можно любоваться круговой панорамой парка. Эта башня является одной из множества садовых построек, больше визуальных, чем функциональных, которые призваны создать удовольствие созерцания, а также сформировать непривычную и сказочную атмосферу.
Между «Тюильри» и «садом Бельведера» разбита аллея, окаймлённая старинными статуями, чем подчёркивается итальянское направление этого участка парка.

### Каре Дианы и Аполлона
Объёмы и пропорции этого участка садов были восстановлены по найденным документам XVII века.
Квадратные участки со стороны сада ограничены птичником, где собрана коллекция куриц, а с внешней стороны парка — оранжереями, одна из которых служит «китайской гостиной» (посещение закрыто). В центре между оранжереями на небольшом возвышении устроен летний салон в форме лоджии, из которой открывается прекрасный вид на сады (посещение закрыто). У подножия лоджии расположен бассейн Дианы, который по сути является фонтаном, декорированным множеством перламутровых раковин (фарфор).
В этом фантазийном саду миксбордами являются огороды. Склоны, окаймлённые лиственными обелисками, подстрижены в форме морских волн. В середине расположен круглый бассейн, в центре которого бьёт струя фонтана. Вокруг бассейна в горшках высажены агавы, поочерёдно с 8 дубами.

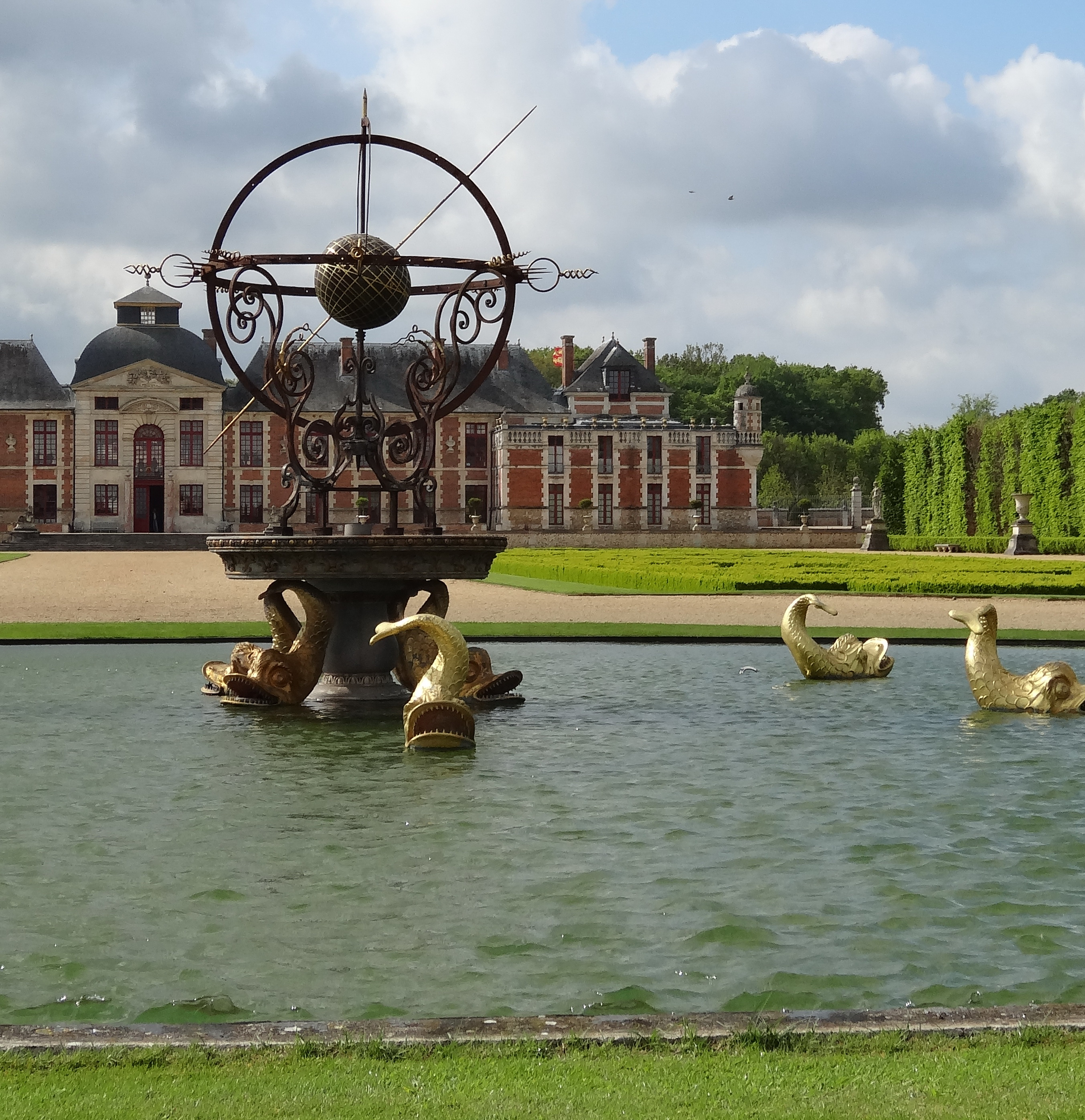
Фонтан «La Source»
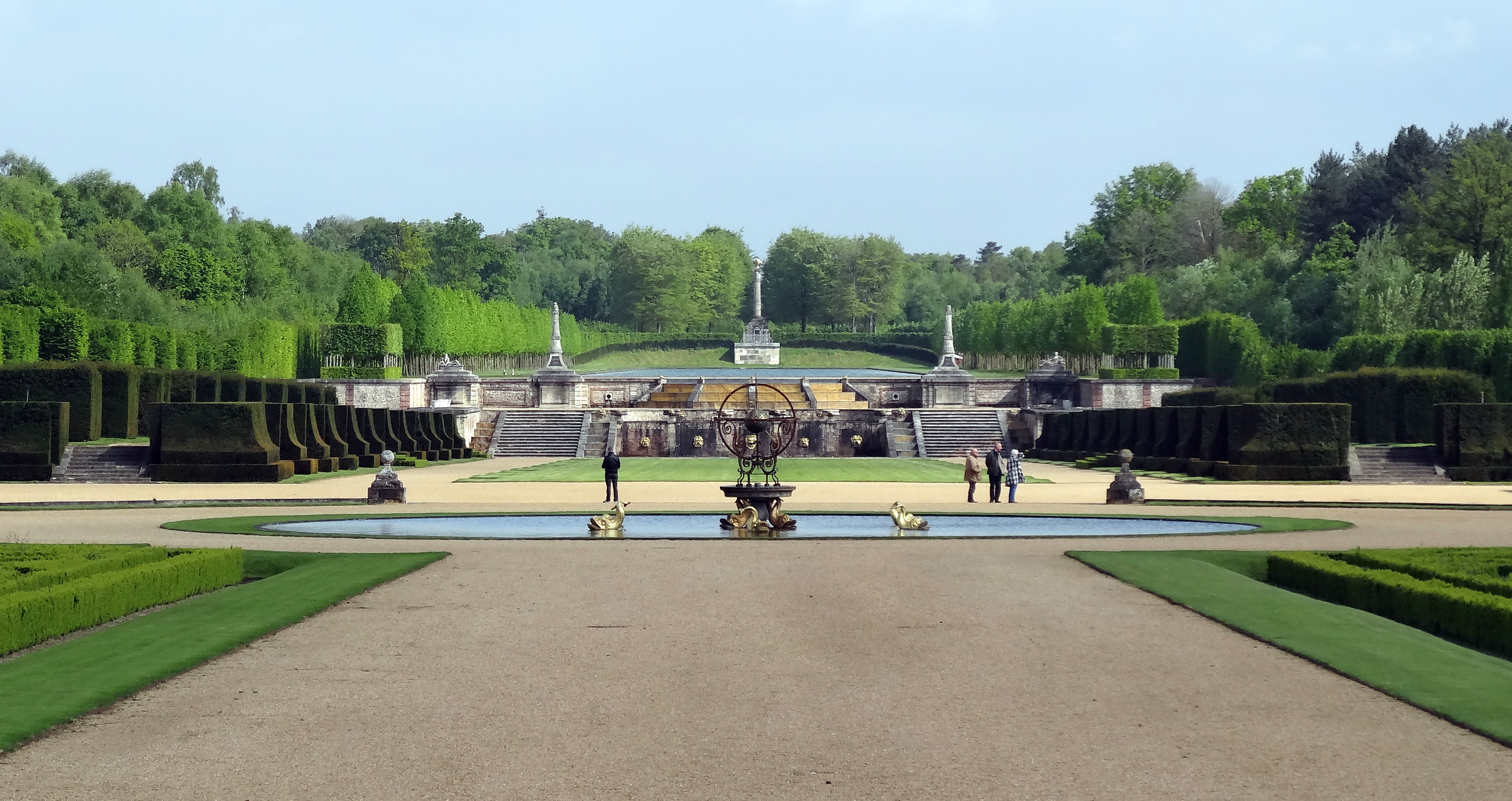
Главная перспектива парка Шан-де-Батай
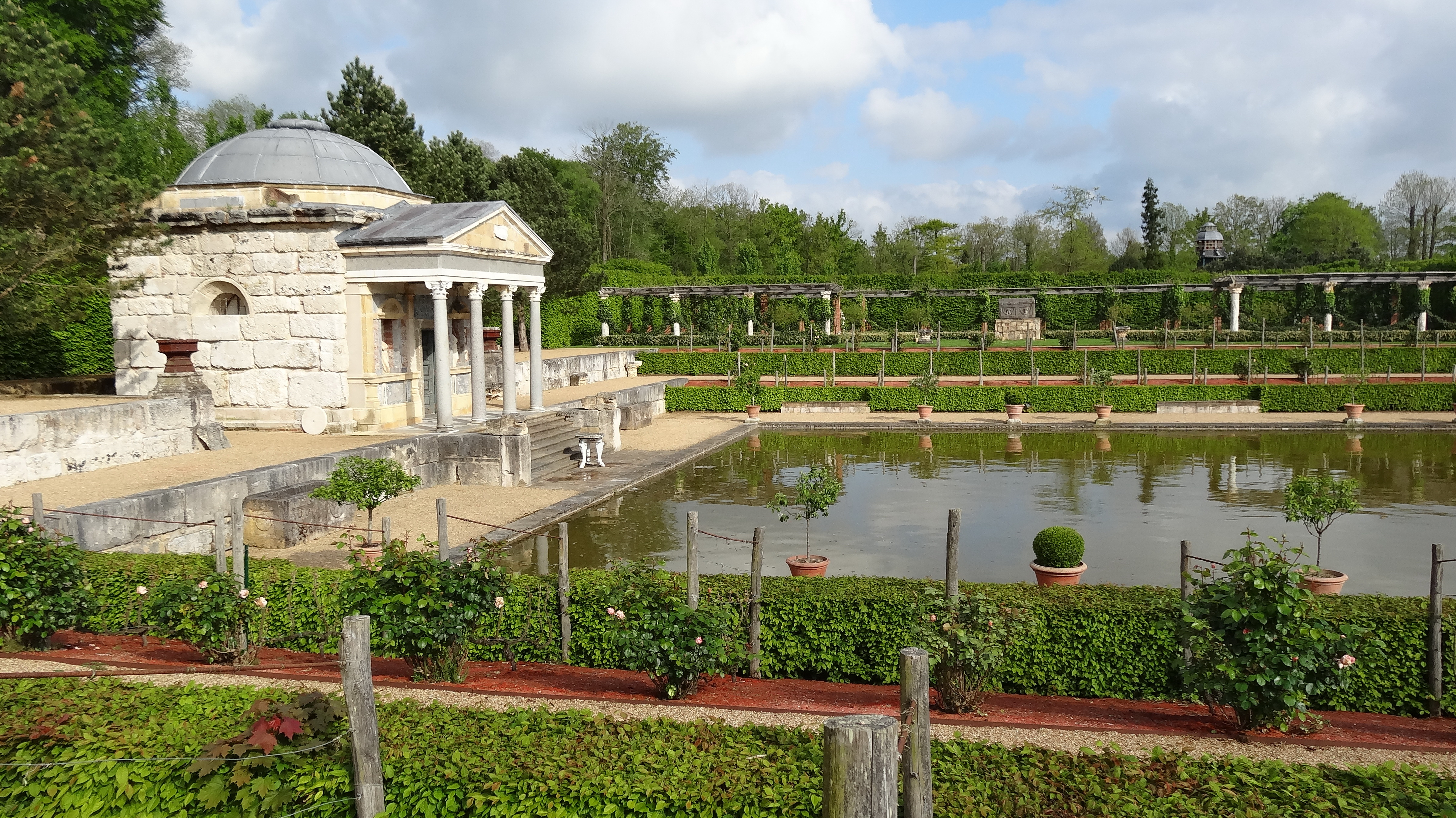
Фрагмент парка «Храм сокровищ Леды» и башня «Бельведер» справа